# Distylium lepidotum
Distylium lepidotum är en trollhasselart som beskrevs av Takenoshin Nakai. Distylium lepidotum ingår i släktet Distylium och familjen trollhasselfamiljen. Inga underarter finns listade i Catalogue of Life.